# .fi
.fi è il dominio di primo livello nazionale assegnato alla Finlandia.
È amministrato dalla Finnish Transport and Communications Agency Traficom.